# Малени ирвас
Малени ирвас (енгл. Baby Reindeer) британска је мини-серија коју је створио Ричард Гад за Netflix. Темељи се на истоименој представи коју је осмислио Гад. Састоји се од седам епизода које су истовремено приказане 11. априла 2024. Серија је добила позитивне рецензије критичара и забележила високу гледаност.

## Радња
Када комичар ком баш и не иде у животу учини добро дело за рањиву жену, то подстакне интезивну опсесију која би им обома могла уништити животе.

## Улоге
| Глумац              | Улога              |
| ------------------- | ------------------ |
| Ричард Гад          | Дони Дан           |
| Џесика Ганинг       | Марта Скот         |
| Нава Мау            | Тереза „Тери”      |
| Том Гудман Хил      | Даријен О’Конор    |
| Нина Сосанја        | Лиз                |
| Мајкл Вилдман       | Грегзи             |
| Дени Кирејн         | Џино               |
| Томас Кумбс         | полицајац Данијелс |
| Шалом БрунФренклин  | Кили               |
| Том Дјурант Причард | Џејсон             |
| Лора Смит           | Гленда             |
| Вил Хислоп          | Били               |
| Аманда Рут          | Ел                 |
| Марк Луис Џоунс     | Џери               |
| Хју Колс            | Франсис            |
| Џош Финан           | Дигзи              |
| Александрија Рајли  | детектив Калвер    |

## Епизоде
| Бр. еп. | Наслов     | Редитељ           | Сценариста | Премијера       |
| ------- | ---------- | ----------------- | ---------- | --------------- |
| 1       | 1. епизода | Вероника Тофилска | Ричард Гад | 11. април 2024. |
| 2       | 2. епизода | Вероника Тофилска | Ричард Гад | 11. април 2024. |
| 3       | 3. епизода | Вероника Тофилска | Ричард Гад | 11. април 2024. |
| 4       | 4. епизода | Вероника Тофилска | Ричард Гад | 11. април 2024. |
| 5       | 5. епизода | Џозефина Борнебуш | Ричард Гад | 11. април 2024. |
| 6       | 6. епизода | Џозефина Борнебуш | Ричард Гад | 11. април 2024. |
| 7       | 7. епизода | Џозефина Борнебуш | Ричард Гад | 11. април 2024. |